# Björn Engquist
Björn E. Engquist (né le 2 juin 1945 à Stockholm) est un mathématicien suédois. Il travaille actuellement à l'université du Texas à Austin.

## Carrière
Il obtient son doctorat en analyse numérique de l'université d'Uppsala en 1975, où il enseigne les années suivantes en même temps qu'il occupe un poste de professeur à l'université de Californie à Los Angeles. En 2001, il part à l'université de Princeton où il occupe la chaire Michael Henry Stater de mathématiques et dirige le Program in Applied and Computational Mathematics. Il a également été professeur à l'Institut royal de technologie de Stockholm depuis 1993, et directeur du Parallel and Scientific Computing Institute. Engquist occupe actuellement la chaire de Computational and Applied Mathematics à l'Institute for Computational Engineering and Sciences à l'université du Texas à Austin, après avoir quitté Princeton en 2005.

## Publications
- (en) Björn Engquist et Wilfried Schmid, Mathematics Unlimited : 2001 and Beyond, Springer, 2001, 1236 p. (ISBN 978-3-540-66913-5, lire en ligne)
- avec Per Lötstedt, Olof Runborg : Multiscale Methods in Science and Engineering, Springer 2005
- avec Lötstedt, Runborg : Multiscale Modeling and Simulation in Science, Springer 2009
- Highly oscillatory problems, Cambridge University Press 2009
- avec Gregory Kriegsmann : Computational Wave Propagation, Springer 1997
- avec Stanley Osher, Richard Somerville : Large Scale computations in fluid mechanics, American Mathematical Society 1985
- avec Peter Deuflhard (de) : Large Scale Scientific Computing, Birkhäuser 1987

## Prix et distinctions
Il est conférencier invité au congrès international des mathématiciens en 1998 à Berlin avec une conférence intitulée Wavelet based numerical homogenization, après avoir déjà été invité en 1983 à Varsovie. En 1992 il donne une conférence plénière lors du Congrès européen de mathématiques intitulée Numerical approximation of hyperbolic conservation laws.
En 2016, il est lauréat du prix Chern. En 1982 il est le premier lauréat du prix James-Wilkinson, en 2012 il a reçu le prix George David Birkhoff et en 2011 le prix Peter-Henrici.
Il est membre de plusieurs sociétés savantes : l'Académie royale des sciences de Suède (1996), l'Académie royale des sciences de l'ingénieur de Suède (1997), l'Académie norvégienne des sciences et des lettres (2011) et l'Académie américaine des arts et des sciences (2015).